# Juliohirschhornia linderi
Juliohirschhornia linderi är en svampart som först beskrevs av Hirschh., och fick sitt nu gällande namn av Hirschh. 1986. Juliohirschhornia linderi ingår i släktet Juliohirschhornia och familjen Ustilaginaceae.   Inga underarter finns listade i Catalogue of Life.